# Enugu (estado)
Enugu,  Énugwú é um estado do sudeste da Nigéria, cuja capital é a cidade de Enugu, que dá o nome ao estado. Enugu foi criado em 1991. A população, em 2012, era de 3.947.649 habitantes para uma área de 7.162 km².